# Dalea escobilla
Dalea escobilla är en ärtväxtart som beskrevs av Rupert Charles Barneby. Dalea escobilla ingår i släktet Dalea, och familjen ärtväxter. Inga underarter finns listade i Catalogue of Life.